# Antonín Florián z Lichtenštejna
Antonín Florián kníže z Lichtenštejna (28. květen 1656 zámek Wilfersdorf – 11. říjen 1721 Vídeň) byl lichtenštejnský kníže v letech 1719–1721. Uplatnil se jako diplomat ve službách Habsburků a v letech 1689–1694 byl velvyslancem v Římě. Později zastával vysoké posty u dvora císaře Karla VI., kde byl nejvyšším hofmistrem (1711–1721). Byl rytířem Řádu Zlatého rouna a španělským grandem. V letech 1709 a 1712 zdědil po příbuzných značnou část majetku Lichtenštejnů v Čechách a na Moravě, o další podíly na dědictví vedl řadu let soudní spory.. Významným odkazem na jeho jméno je kaple sv. Floriána, barokní dominanta Moravského Krumlova, jejíž výstavbu koncem 17. století financoval.

## Mládí

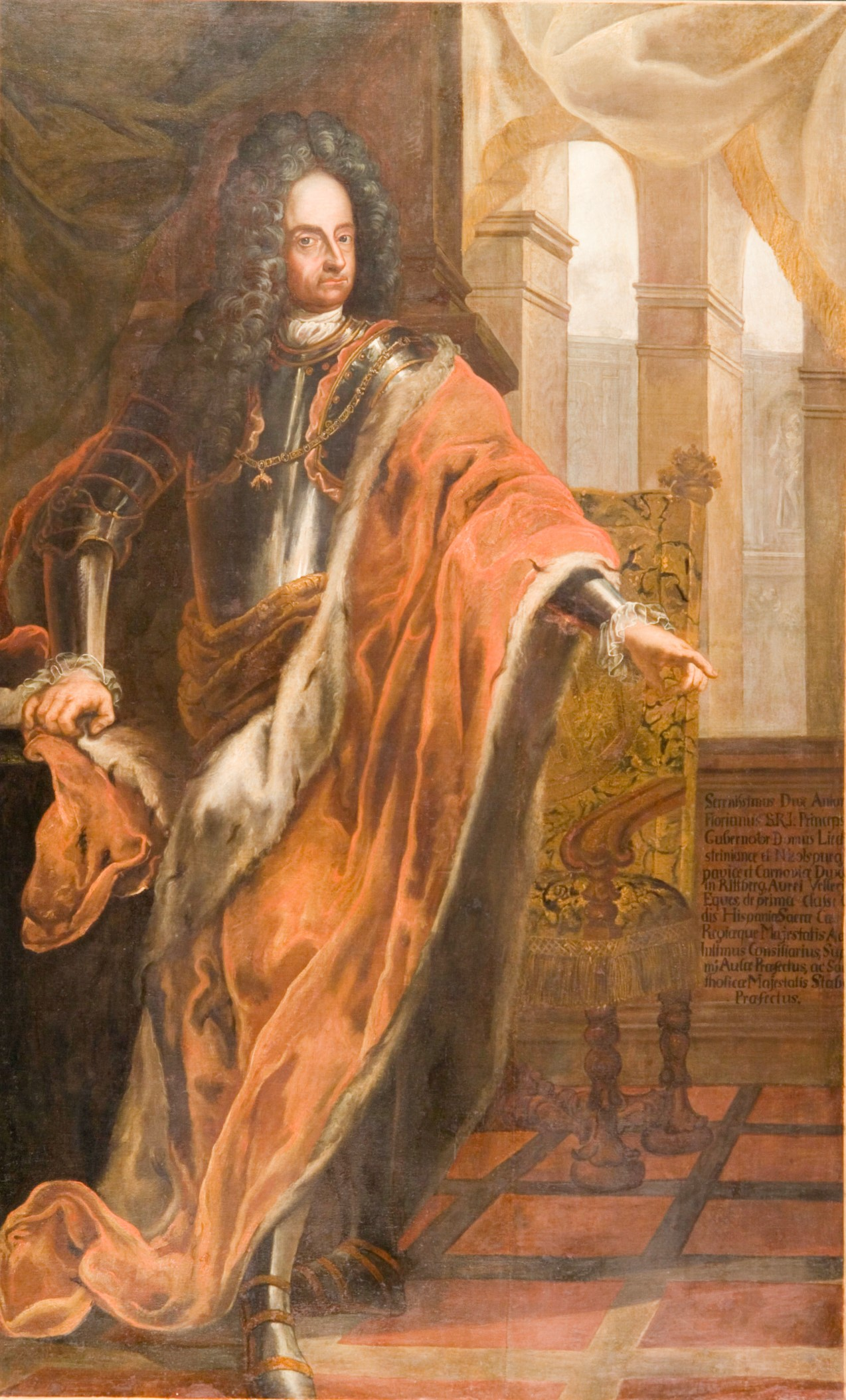
Kníže Antonín Florián z Lichtenštejna

Antonín Florián se narodil jako druhorozený syn knížete Hartmanna z Lichtenštejna a jeho ženy Alžběty Sidonie z urozené říšské rodiny Salm-Reifferscheidt dne 28. května 1656 na dolnorakouském zámku Wilfersdorf. Jako druhorozený syn neměl příliš velké šance pro převzetí knížecího fideikomisu, takže byl určen pro kariéru na habsburském dvoře ve Vídni. V osmnácti letech podnikl podle tehdejších zvyklostí kavalírskou cestu do Itálie. Přes Linec, Salcburk a Benátky dorazil v roce 1675 do Říma, kde se mu dostalo skvělého vzdělání. Kromě římského práva byl školen v cizích jazycích, jízdě na koni, šermu a francouzském tanci. Zvláštní důraz ve výchově mladého knížete byl kladen na matematiku, kterou studoval, podobně jako jeho starší bratr Maxmilián, u proslulého jezuitského polyhistora Athanasia Kirchera. Po návratu do Vídně v roce 1676 čekala knížete relativně rychlá dvorská kariéra, kterou odstartoval jako císařský komorník Leopolda I. (1676). V roce 1679 se oženil s Eleonorou Barborou, dcerou hraběte Michaela Osvalda z Thun-Hohenštejna; pro svoji nově založenou rodinu získal v roce 1681 panství Rumburk v severních Čechách.

## Diplomatická a dvorská kariéra
První diplomatická mise knížete Antona Floriana vedla do Říma, kde byl v letech 1689–1694 císařským velvyslancem. Hlavním úkolem nového velvyslance bylo zajištění a rozšiřování politické a finanční podpory papežské kurie v císařově boji proti turecké expanzi. Z rozložení politických sil v Evropě také přirozeně vyplývala snaha podporovat při volbě kardinálů a nunciů přivržence císaře Leopolda I. a naopak narušovat vliv francouzských členů kardinálského kolegia. Úspěšné působení Antona Floriana v Římě a přízeň papeže Inocence XII. způsobily nejen jeho schopnosti, ale také okázalé vystupování a nádherné slavnosti, které pořádal pro členy kurie a příslušníky římské aristokracie. Po čtyřech letech se na přání císaře Leopolda I. vrátil do Vídně, aby se ujal výchovy císařova druhorozeného syna arcivévody Karla; současně se stal také Karlovým hofmistrem – v této funkci pak zůstal po zbytek svého života. V roce 1703 byl arcivévoda Karel prohlášen ve Vídni španělským králem Karlem III., čímž se stal protivníkem francouzského kandidáta na uvolněný trůn Filipa z Anjou. Krátce na to se v doprovodu svého dvora vydal přes Holandsko, Anglii a Portugalsko do Španělska, aby se přímo ve svém království zapojil do bojů o španělské dědictví. Antonín Florián byl už před odjezdem jmenován španělským grandem I. třídy a jako hofmistr a císařský nejvyšší štolba zastával klíčové pozice na nově zřízeném barcelonském dvoře; díky intrikám nejrůznějších španělských mocenských uskupení však jeho vliv výrazně klesl. Navzdory neshodám mezi Karlem a Antonínem Floriánem byl Lichtenštejn potvrzen ve funkci hofmistra i po Karlově návratu do Vídně a následné korunovace, po níž přijal jméno Karel VI. Ve funkci hofmistra císařského dvora zůstal Antonín Florián až do své smrti.
V roce 1697 získal Řád zlatého rouna, během pobytu ve Španělsku obdržel titul španělského granda I. třídy (1703).

## Převzetí rodového majetku

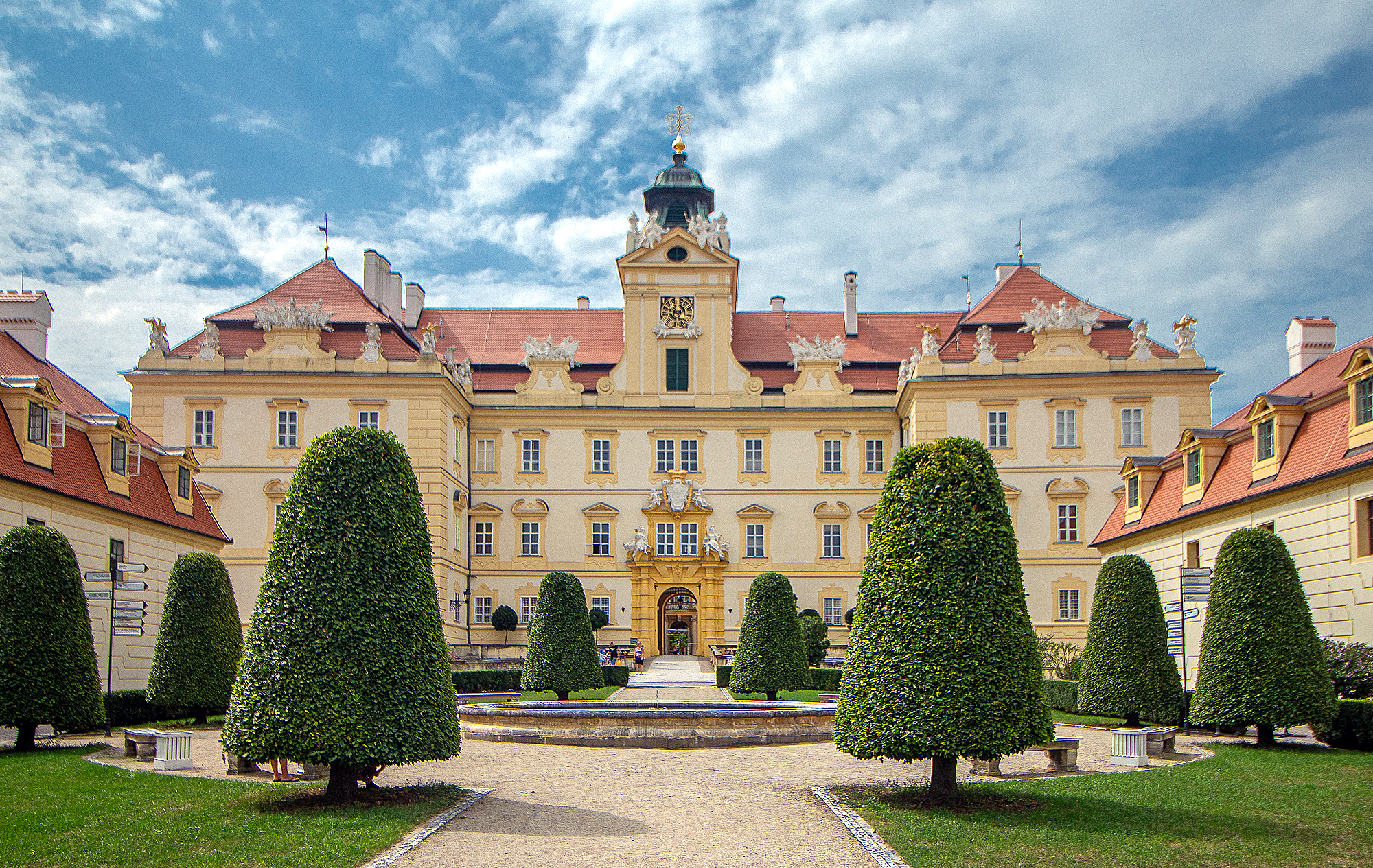
Zámek Valtice

V roce 1681 koupil panství Rumburk v severních Čechách, kde se ale kvůli své službě v diplomacii a u dvora zdržoval jen zřídka. K panství Rumburk tehdy patřilo město Rumburk, městečko Jiřetín pod Jedlovou, osm vesnic a zřícenina hradu Tolštejn. Po starším bratru Maxmiliánu Jakubovi (1641–1709) zdědil v roce 1709 tzv. gundakarovský rodový fideikomis, který zahrnoval dvě velká panství na jižní Moravě (Uherský Ostroh, Moravský Krumlov). V roce 1712 se stal dědicem části majetku vymřelé karolínské větve. Její poslední potomek Jan Adam (1660–1712) však ve své závěti rozdělil rozsáhlý majetek mezi několik členů rodu. Antonín Florián proto v roce 1712 zahájil proti několika příbuzným velký soudní proces, který byl jeho současníky považován za skandální. Uplatňoval nároky na několik velkých pozemkových celků na Moravě a v Čechách, které zdědily dcery Jana Adama. Marie Terezie Savojská (1694–1772) byla dědičkou panství Kostelec nad Černými lesy, Uhříněves a Škvorec, Marie Dominika (1698–1724), provdaná Auerspergová, zdědila Černou Horu a Červený Hrádek. Další soudní spor vedl Antonín Florián proti vlastnímu synovci Josefu Václavovi, který byl předurčen jako dědic říšských panství Vaduz a Schellenberg (pozdější Lichtenštejnské knížectví), paláců ve Vídni, Praze a Brně. Další spor Antonína Floriána se týkal uplatňování vdovských nároků kněžny Erdmundy Terezie, manželky zemřelého Jana Adama.

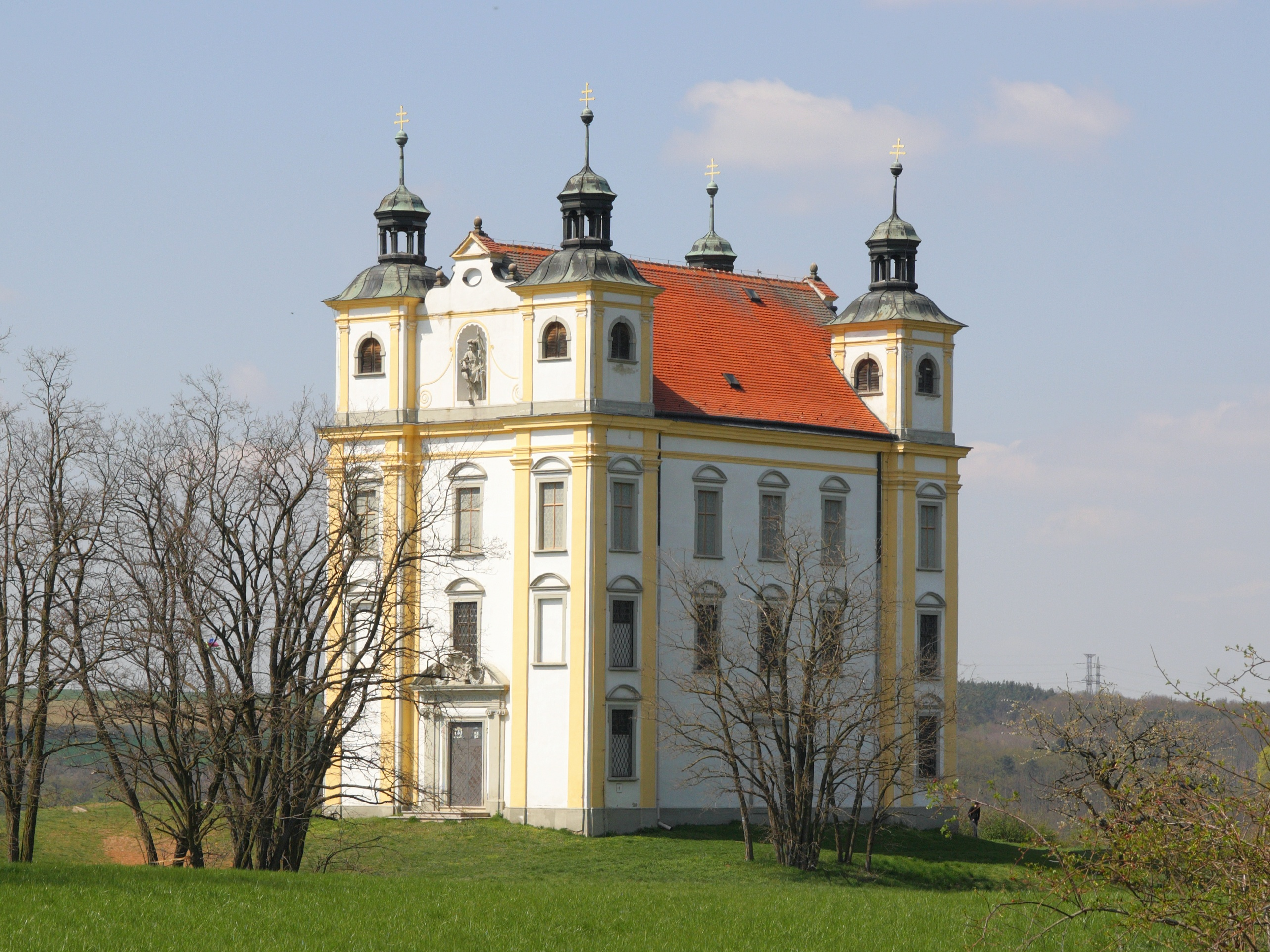
Kaple sv. Floriána v Moravském Krumlově

Částečné řešení majetkových sporů našel Antonín Florián ve sňatkové politice, kdy v roce 1718 svou dceru Marii Antonii (1699–1753) provdal za zmíněného dědice říšských statků Josefa Václava z Lichtenštejna. V procesu proti dcerám Jana Adama byl víceméně neúspěšný, i když i zde došlo ke složitým jednáním, majetkovému vyrovnání a finančním kompenzacím. Dosáhl například vyčlenění desítek vesnic z panství Kostelec nad Černými lesy a zřízení nového panství Plaňany. Závětí Jana Adama se nicméně stal dědicem velké části lichtenštejnských statků karolínské větve, které byly vázány statutem fideikomisu. Hned v roce 1712 tak převzal řadu panství na Moravě (Valtice, Lednice, Moravská Třebová, Ruda nad Moravou) a ve Slezsku (Opava, Krnov). V Opavě plánoval přestavbu zámku, za své hlavní sídlo si ale zvolil Valtice, které byly nejblíže k Vídni. Zde pokračoval ve výstavbě reprezentačního zámku za účasti vynikajicích umělců.
V roce 1719 Karel VI. vytvořil nové knížectví – Lichtenštejnsko – spojením panství Schellenberg a Vaduz, která byla obě v držení Lichtenštejnů. Antonín Florián se tak stal členem Říšského sněmu, který vyžadoval, aby všichni členové měli zemi, která byla podřízená pouze samotnému císaři (oproti územím drženým jako léno od vyšších šlechticů). Tak se Antonín Florián stal prvním knížetem Lichtenštejnska. Lichtenštejnsko a Lucembursko jsou dnes jediné dva suverénní státy Svaté říše římské, které stále existují.
Antonín Florián byl donátorem výstavby kaple sv. Floriána v Moravském Krumlově. Tato významná barokní stavba vznikla v letech 1695–1697 v dominantní poloze nad Moravským Krumlovem. Podnětem k výstavbě kaple byla historka o splašeném koni a zázračné záchraně mladého prince (majitelem panství byl tehdy Antonínův starší bratr Maxmilián Jakub). Svatý Florián se následně stal patronem města. Heraldickou stopu zanechal Antonín Florián také na kostele sv. Havla ve Štolmíři. Tato vesnice patřila k panství Kostelec nad Černými lesy, o které Antonín Florián vedl soudní spor s Marií Terezií Savojskou, k dostavbě kostela se nicméně zavázal finančně přispívat a v roce 1719 nechal do jeho průčelí osadit rodový erb gundarakovské linie Lichtenštejnů.

## Rodina

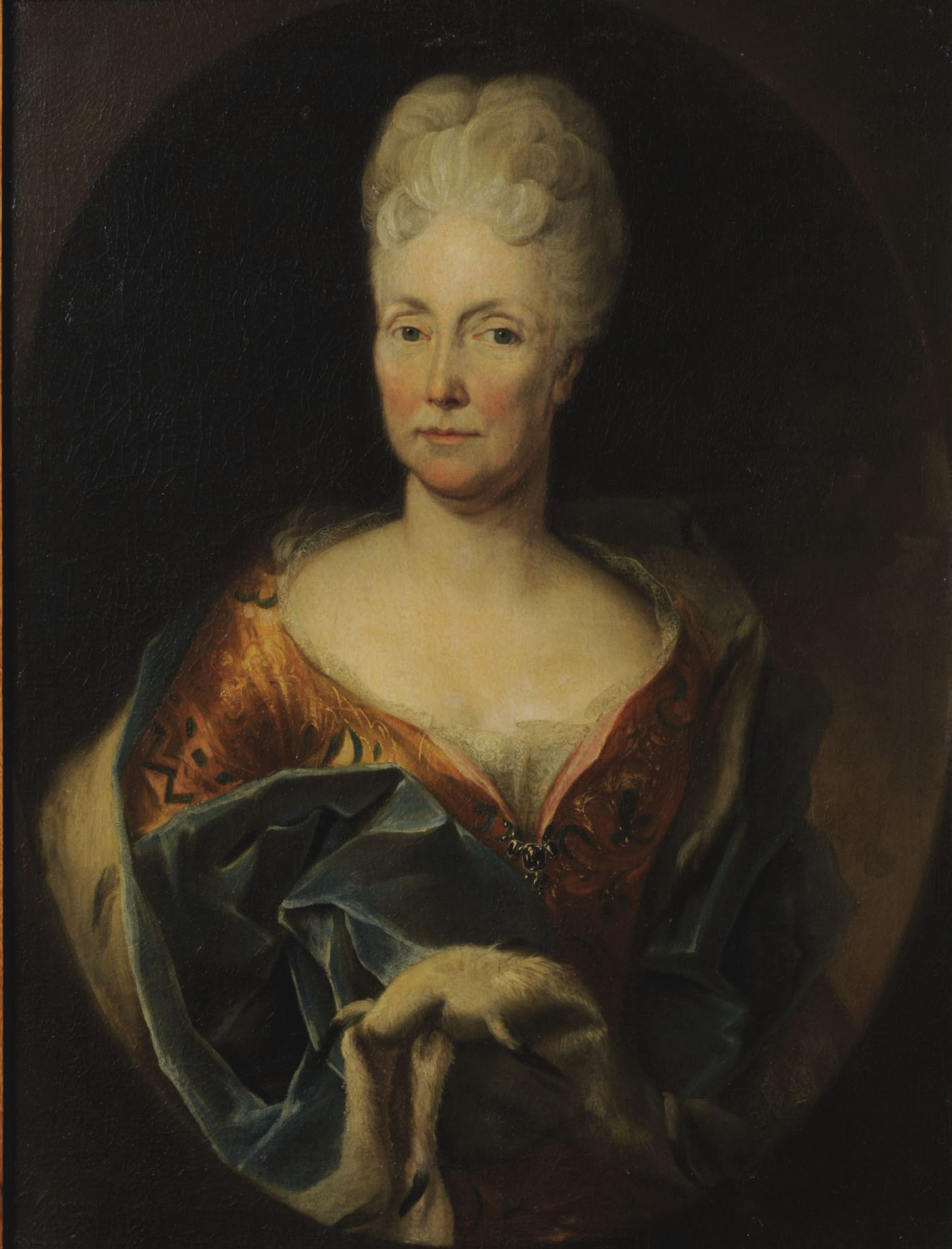
Eleonora Barbora, rozená Thun-Hohenstein, manželka knížete Antonína Floriána

Dne 15. října 1679 se v Krupce oženil s hraběnkou Eleonorou Barborou z Thun-Hohensteinu (1661–1723), s níž měl jedenáct dětí:
- František Augustin (1680–1681)
- Eleonora (1681–1682)
- Antonie Marie Eleonora (12. ledna 1683 – 19. prosince 1715)

1. ⚭ 1702 hrabě Jan Adam z Lamberku (7. března 1677 – 16. ledna 1708)
2. ⚭ 1709 hrabě Ehrgott Maxmilián z Kuefsteinu (1676–1728)

- Karel Josef Florian (*/† 1685)
- Antonín Ignác Josef (1689–1690)
- Josef I. Jan (1690–1732)

1. ∞ 1712 princezna Gabriela z Lichtenštejna (1692–1713)
2. ∞ 1716 hraběnka Marianna z Thun-Hohensteinu (1698–1716)
3. ∞ 1716 hraběnka Marie Anna z Oettingensko-Spielbergu (1693–1729)
4. ∞ 1729 hraběnka Marie Anna Kotulinská z Křížkovic (1707–1788)

- Inocenc František (1693–1707)
- Marie Karolína Anna (1694–1735) ∞ 1719 hrabě František Vilém ze Salm-Reifferscheidtu (1672–1734)
- Karel Josef (1697–1704)
- Anna Marie Antonie (1699–1753)

1. ∞ 1716 hrabě Jan Arnošt z Thunu (1694–1717)
2. ∞ 1718 kníže Josef Václav I. z Lichtenštejna (1696–1772)

- Marie Eleonora Karolína (1703–1757) ∞ 1719 hrabě Bedřich August z Harrachu (1696–1749)

Antonínův mladší bratr Filip Erasmus (1664–1704) sloužil v císařské armádě a v hodnosti polního podmaršála padl za války o španělské dědictví v Itálii. Nejmladší bratr Hartman (1666–1728) zastával v letech 1712–1724 u císařského dvora hodnost nejvyššího lovčího.